# طبيعة العراق
طبيعة العراق منظّمة غير حكومية معتمدة لدى "البرنامج البيئي للأمم المتحدة" (اليونيب) وهي المنظّمة الأولى والوحيدة بشراكتها لـالمجلس العالمي لحماية الطيور". حازت جائزة مبادرة "تكريم" للإنجازات العربيّة عن فئة التنمية البيئية المستدامة تتألف هذه المنظّمة من مجموعة متنوعة من أبرع العلماء، والمصوّرين الفوتوغرافيين المتخصّصين في الطبيعة، والأخصائيين في مجال البيئة. تحظى هذه المجموعة بدعم فرق لوجيستية وإدارية ملتزمة وفريق عمل مُتفانٍ، قاموا بتوحيد جهودهم لحماية واستعادة واستدامة البيئة الطبيعية والإرث الثقافي في العراق.
تتعاون «طبيعة العراق» مع عدد من الشركاء الذين يعملون أيضاً في مجال حماية البيئة، وهي المنظّمة الأولى التي تُعنى بالصحّة البيئية على صعيد الوطن عامةً. من بين القضايا التي تسعى جاهدةً إلى معالجتها نذكر مشاكل شحّ المياه، والزراعة المستدامة، والتلوّث، وإعادة إحياء البيئة. يعمل أعضاء الفريق بجدّ وشغف في ظلّ ظروفٍ معادية وغالباً ما يواجهون أخطاراً لا يُستهان بها. يحظى المشروع الذي أطلقته هذه المنظّمة بدعم من عشرات المستشارين الدوليين والعراقيين الذين يعملون وراء الكواليس في تحليل البيانات بعد جمعها من مشاريع متواصلة عن مناطق التنوّع البيولوجي الأساسية.
بعد تحليل المعلومات المتوفّرة لديها، تقوم منظّمة «طبيعة العراق» بإعداد وتنفيذ عدّة مشاريع مُستدامة. نذكر من هذه المشاريع «خطّة إدارة هور الحويزة»، و«البيت الطينيّ»، و«مشروع بحيرة دربندخان». أمّا المشاريع التي هي قيد التنفيذ حالياً فتشمل «مشروع مناطق التنوّع البيولوجي الأساسية»، «المنتزهالوطني» لمنطقة أهوار بلاد الرافدين، و«مشروع حماية مياه أعالي نهر دجلة».
تنظّم «طبيعة العراق» دورات تدريبية وبرامج تعليمية لفريق عملها، وموظفي الوزارة، وطلاب الجامعات، وغيرها من المنظّمات غير الحكومية. وقد تضمّنت البرامج التعليمية مؤخراً طريقة استخدام قاعدة بيانات نظام المعلومات الجغرافية، وورش عمل لتحديد أنواع النباتات والطيور، وكتابة التقارير العلمية، وتطبيقات معلوماتية لإدارة البيانات.
تعتبر منظّمة «طبيعة العراق» أنّ النشاطات والأعمال التي تقوم بها لها أهمية جوهرية بالنسبة إلى مستقبل العراق وشعبه.